# Anilocra meridionalis
Anilocra meridionalis es una especie de crustáceo isópodo marino del género Anilocra, familia Cymothoidae.
Fue descrita científicamente por Searle en 1914.

## Distribución
Esta especie se encuentra en islas Galápagos.